# Loudetiopsis
Loudetiopsis es un género  de plantas herbáceas de la familia de las poáceas. Es originario del oeste de África.
Algunos autores lo incluyen en el género Loudetia Section Pseudotristachya C.E. Hubb., cf. Jacques-Felix 1962 
Se excluyen los géneros Diandrostachya, Dilophotriche.

## Citología
Número de la base del cromosoma,  x = 10. 2n = 20.

## Especies
- Loudetiopsis ambiens
- Loudetiopsis baldwinii
- Loudetiopsis capillipes
- Loudetiopsis chevalieri
- Loudetiopsis chrysothrix